# The Acacia Strain
The Acacia Strain ist eine 2001 gegründete US-amerikanische Metalcore-Band aus Chicopee.

## Geschichte
Die Band als Ganzes besteht seit 2001, es gab jedoch seitdem einige Besetzungswechsel. Unter anderem waren bereits Jeanne Sagan, die Bassistin von All That Remains, und Mark Castillo, der Schlagzeuger von Bury Your Dead, Mitglieder der Band.
Die beiden Alben …And Life Is Very Long und The Dead Walk wurden von Adam Dutkiewicz, dem Gitarristen von Killswitch Engage, produziert. Das Album Continent wurde am 19. August 2008 veröffentlicht. Momentan hat die Band nur einen Gitarristen, ursprünglich jedoch drei. Sänger Vincent Bennett sagte einmal zu der Zeit, als drei Gitarristen aktiv waren:

“Most bands need to record multiple guitar tracks in the studio to achieve the kind of heaviness; The Acacia Strain deliver every time they step on stage.”

„Die meisten Bands müssen im Studio wahnsinnig viele Gitarren-Tracks aufnehmen, um eine Art von Härte zu erreichen; The Acacia Strain aber liefern das, wenn sie auf die Bühne gehen, jedes Mal ab.“

Nach dem 2010 erschienenen Album Wormwood und mit dem Wechsel zum Label Rise Records, veröffentlichte die Band am 9. Oktober 2012 ihr neues Album Death is the Only Mortal.
Am 19. Mai 2013 gab Gitarrist und Songschreiber Daniel „DL“ Laskiewicz seinen Ausstieg aus der Band bekannt.
Am 4. Juni 2013 gab die Band die zwei neuen Mitglieder Devin Shidaker (ex-Oceano) und Richard Gomez (ex-Molotov Solution) bekannt.

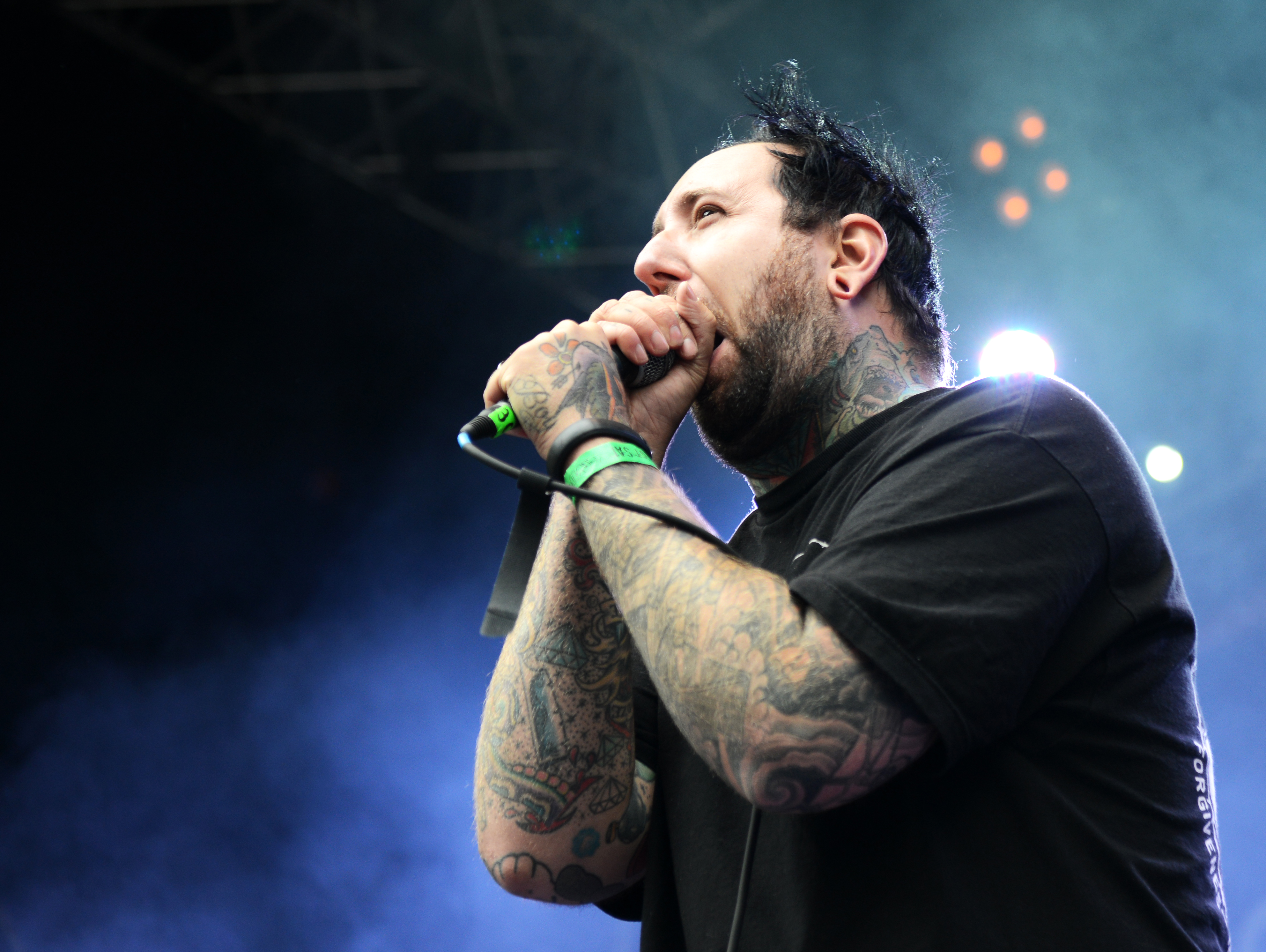
Vincent Bennett
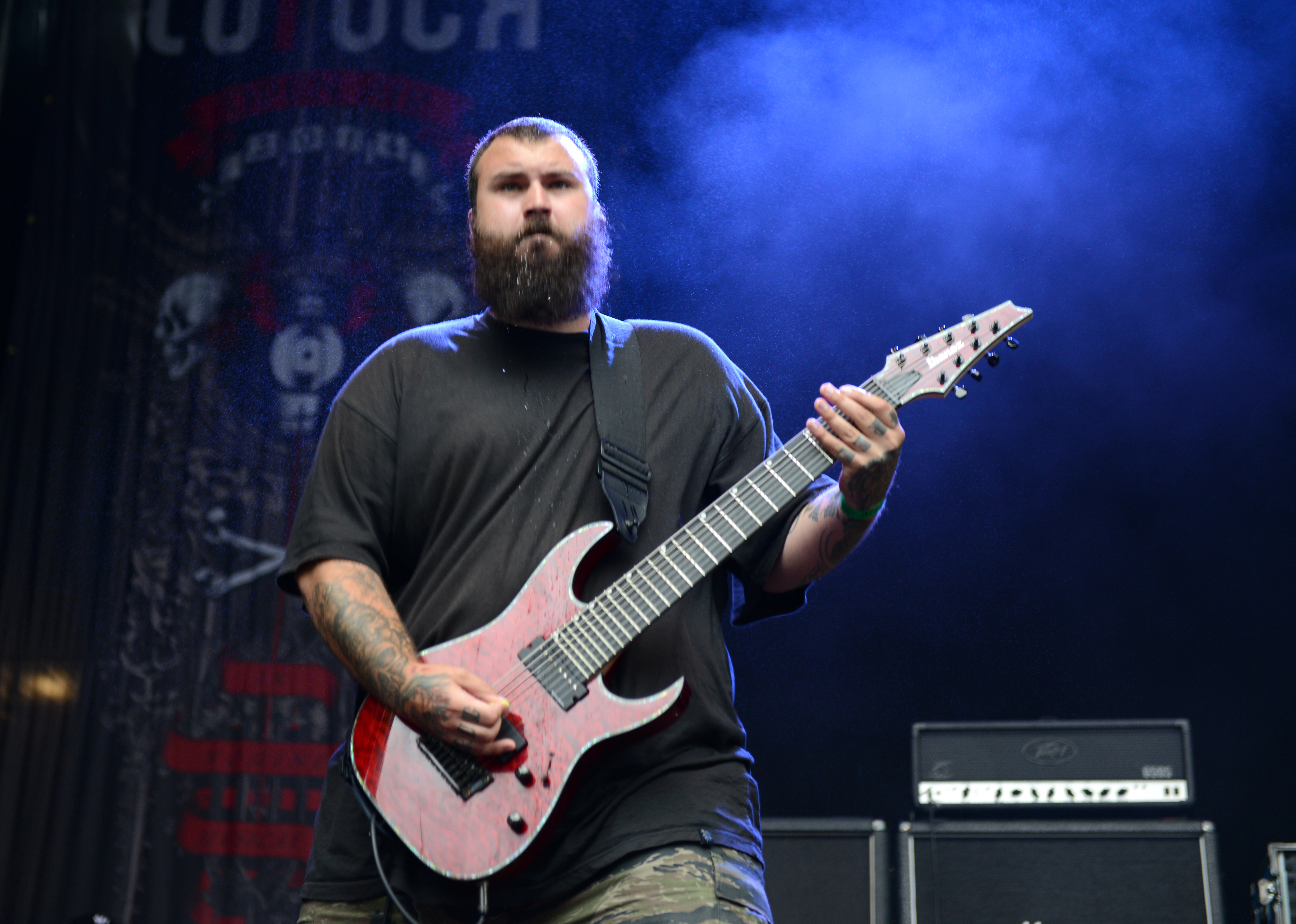
Devin Shidaker
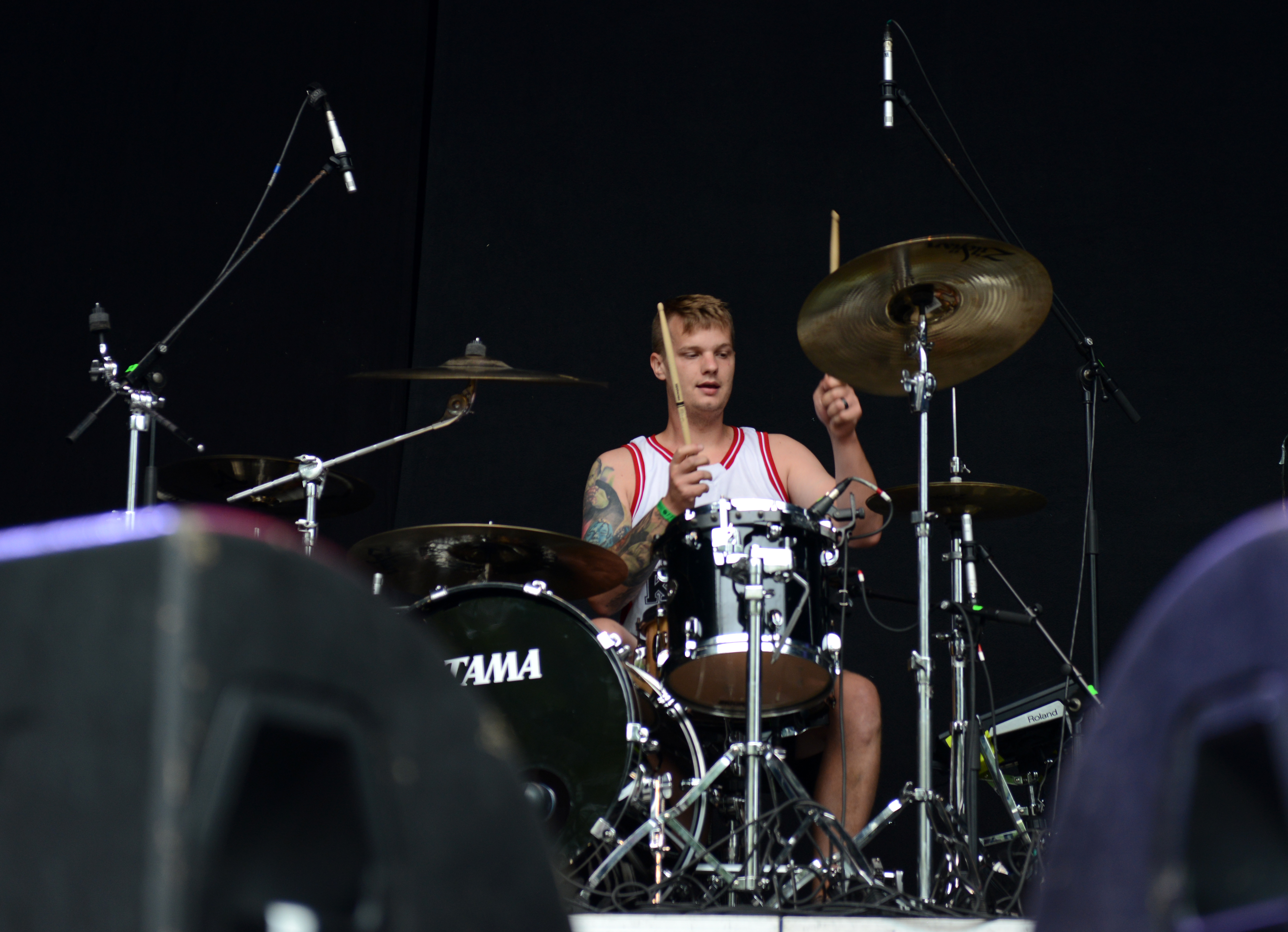
Kevin Boutot

## Stil
The Acacia Strain ist vor allem für ihre tief heruntergestimmten E-Gitarren und die ungleichmäßigen Breakdowns bekannt. Oft wird der Stil der Band auch dem Deathcore zugeordnet.

## Diskografie

### Alben
- 2002: …And Life Is Very Long (Devil’s Head)
- 2004: 3750 (Prosthetic Records)
- 2006: The Dead Walk (Prosthetic Records)
- 2008: Continent (Prosthetic Records)
- 2010: Wormwood (Prosthetic Records)
- 2012: Death Is the Only Mortal (Rise Records)
- 2014: Coma Witch (Rise Records)
- 2017: Gravebloom (Rise Records)
- 2019: It Comes in Waves (Closed Casket Activities)
- 2020: Slow Decay (Rise Records)
- 2023: Failure Will Follow (Rise Records)
- 2023: Step into the Light (Rise Records)

### EP/Demo
- 2002: The Acacia Strain (Demo)
- 2003: When Angels Shed Their Wings Vol. 3 (Devil’s Head; Split mit Loyal to the Grave)
- 2010: The Most Heard, Unheard E.P. (Prosthetic Records)
- 2013: Money for Nothing (EP; Prosthetic Records)
- 2013: Above/Below (EP; Rise Records)
- 2016: The Depression Sessions (Split-EP mit Thy Art Is Murder und Fit for an Autopsy; Nuclear Blast)
- 2020: D (EP; Rise Records)
- 2020: E (EP; Rise Records)
- 2020: C (EP; Rise Records)
- 2020: A (EP; Rise Records)
- 2020: Y (EP; Rise Records)

### Videoalben
- 2010: The Most Known Unknown (Prosthetic Records)

### Musikvideos
- 2004: Smoke Ya Later
- 2005: 3750
- 2006: Angry Mob Justice
- 2009: Skynet
- 2010: The Hills Have Eyes
- 2011: The Impaler
- 2012: Victims of the Cave (Lyric Video)
- 2014: Cauterizer
- 2015: Send Help
- 2020: One Thousand Painful Stings (feat. Courtney LaPlante)

## Wissenswertes
- Die Split-EP When Angels Shed Their Wings Vol. 3 enthält u. a. den Slayer-Coversong Seasons in the Abyss.